# Hikari
Hikari (光市, Hikari-shi) és una ciutat de la prefectura de Yamaguchi, al Japó.
El febrer de 2016 tenia una població estimada de 52.524 habitants. Té una àrea total de 91,94 km².

## Geografia
Hikari està situada a la regió del sud-est de la prefectura de Yamaguchi, de cara al mar de Suo-nada pel sud. El riu Mitsui creua la ciutat de nord a sud-oest.

## Història
El 1940 la ciutat de Shunan fou reanomenada ciutat de Hikari. Hikari annexà la ciutat de Murozumi l'1 d'abril de 1943 i el poble de Yamato el 4 d'octubre de 2004.